# Andries de Graeff
Andries de Graeff (Amsterdam, 19 febbraio 1611 – Amsterdam, 30 novembre 1678) è stato un politico olandese, figura chiave nella politica della Repubblica delle Sette Province Unite, nel secolo d'oro olandese.
Era Cavaliere del Sacro Romano Impero  e signore di Urk e Emmeloord e reggente della città di Amsterdam.

## Biografia
Apparteneva alla famiglia De Graeff ed era figlio del reggente e sindaco di Amsterdam Jacob Dircksz de Graeff, libero signore di Zuid-Polsbroek, signore di Sloten, di Osdorp, di Amstelveen e di Nieuwer-Amstel, e Aaltje Boelens Loen.
Insieme a suo fratello Cornelis de Graeff e suo nipote Johan de Witt pose le basi del suo potere sull'appoggio della ricca classe mercantile, tra le cui file si contavano molti membri della cosiddetta "fazione degli Stati", che si opponeva alla "fazione degli Orange". Nel 1652 De Graeff divenne ministro delle finanze dell'Olanda, e tra 1661 e 1663 era nel consiglio di stato degli Stati d'Olanda. Nel 1657 Andries de Graeff divenne sindaco della città di Amsterdam e effettivo capo del governo della provincia d'Olanda. Nel 1667, insieme a De Witt, a Gaspar Fagel e a Gillis Valckenier, favorì l'emissione dell'editto eterno (Eeuwig Edict), che abrogava il governatorato della casa d'Orange-Nassau.
Nel 1671/72 Gérard de Lairesse dipinse i tre dipinti del soffitto “Triomf der Vrede” (Trionfo della pace) per Andries de Graeff, con le parti da sinistra a destra: unità, libertà, sicurezza. I dipinti trasmettevano un messaggio chiaro: la “vera libertà” (Ware Vrijheid) della Repubblica era protetta solo dai governanti repubblicani di Amsterdam. I dipinti di Triomf der Vredes glorificano il ruolo della famiglia De Graeff come protettori dello stato repubblicano, difensori della “vera libertà” (ware Vrijheid). Deve essere intesa anche come una dichiarazione di opposizione e contro il ritorno allo statolder di Orano. Nel 1672 (rampjaar o "anno disastroso") Francia ed Inghilterra entrarono in guerra contro le Province Unite. Le armate del Re Sole invasero i territori olandesi arrivando fino a stringere d'assedio Utrecht. L'inadeguadezza e la scarsa preparazione mostrata dell'esercito olandese a contrastare l'invasione, nonostante l'abilità strategica dell'appena venticinquenne Guglielmo III d'Orange, nominato statolder nello stesso anno, spinsero gli Orangisti ad un colpo di Stato: Johan de Witt fu deposto e anche Andries de Graeff perse le sue cariche.
Andries de Graeff finanziò molti artisti e poeti, tra i quali Rembrandt van Rijn, Gerard ter Borch, Govert Flinck, Jan Lievens, Jacob Jordaens, Gérard de Lairesse, Artus Quellinus il Vecchio, Joost van den Vondel, Jan Vos e Caspar Barlaeus.

## A proposito di De Graeff
Lo storico e archivista olandese Bas Dudok van Heel ha scritto sull'influenza delle famiglie Bicker (in particolare Andries e Cornelis Bicker) e De Graeff (in particolare Cornelis e Andries de Graeff) e sulla loro mancanza di (alto) rango aristocratico: A Firenze famiglie come Bicker e De Graeff sarebbero stati principi senza corona. Qui avrebbero dovuto essere almeno elevati al grado di conte nel 1815, ma la nobiltà olandese meridionale non voleva tollerarlo. Ciò che hai ricevuto qui non è niente di intermedio e niente di completo.

## Galleria d'immagini

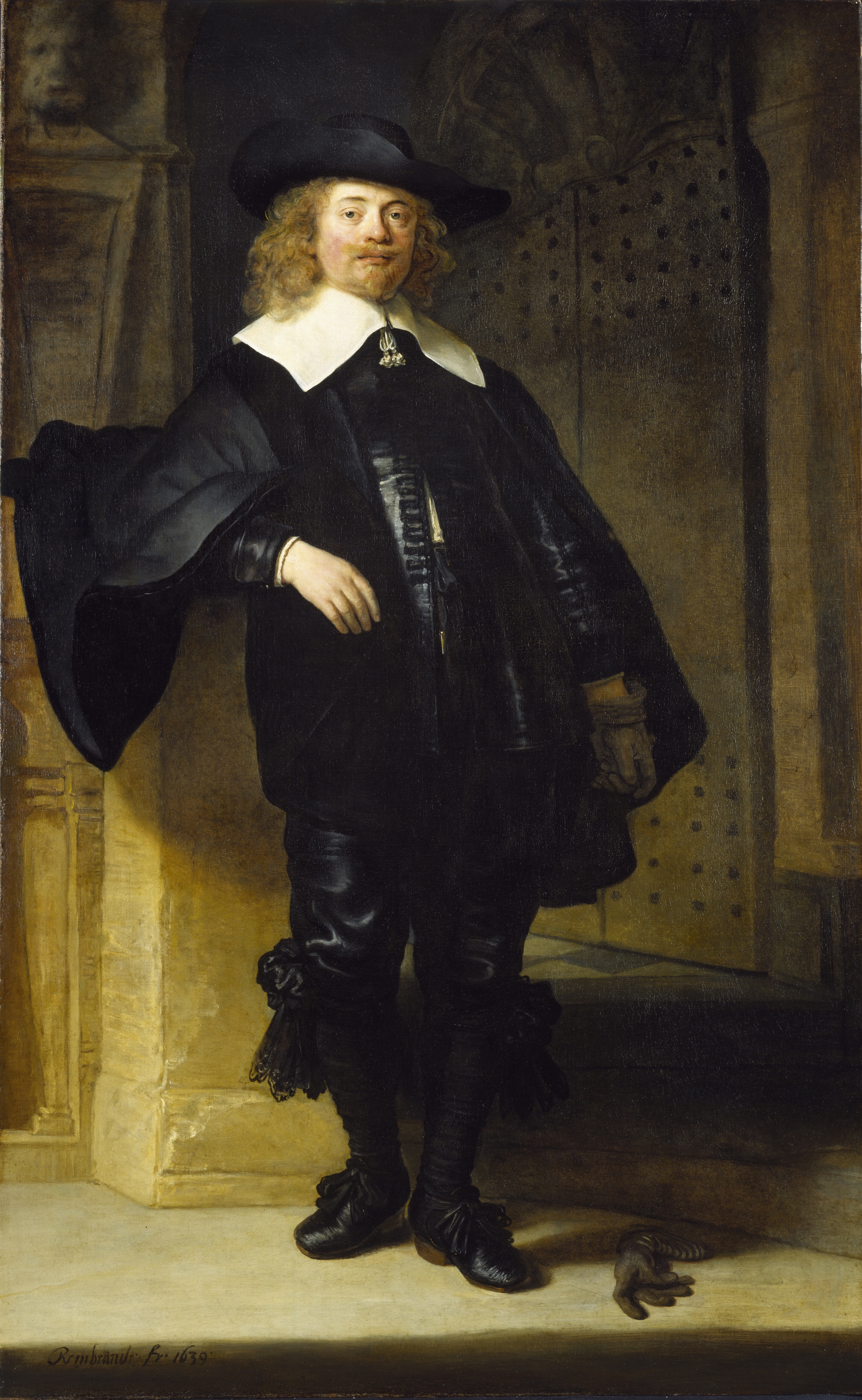
Andries de Graeff (1639), dipinto da Rembrandt
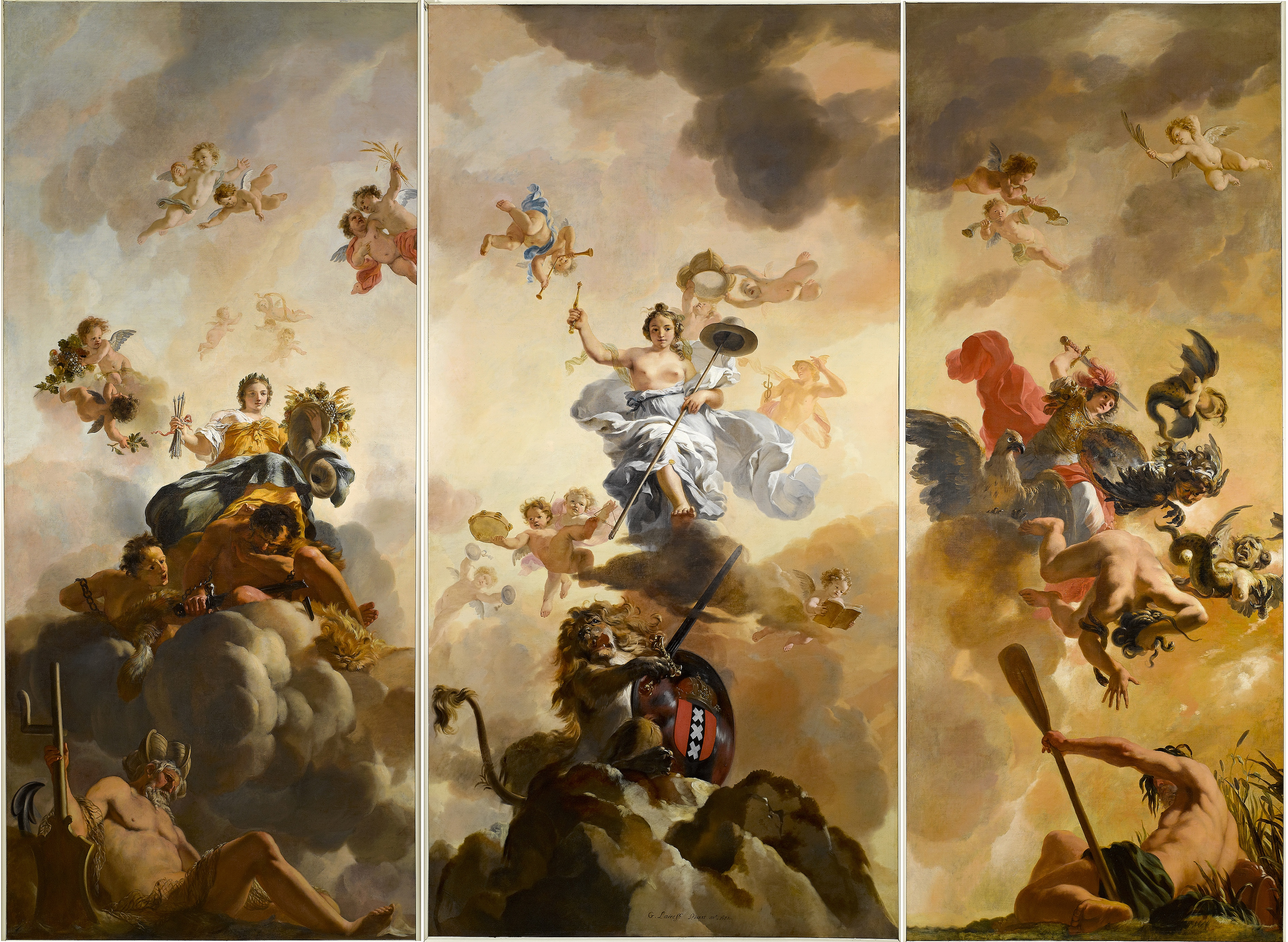
Gérard de Lairesse, "Triomf der Vrede" (Trionfo della pace), tre dipinti sul soffitto (1671/72); Parti da sinistra a destra: unità, libertà, sicurezza.
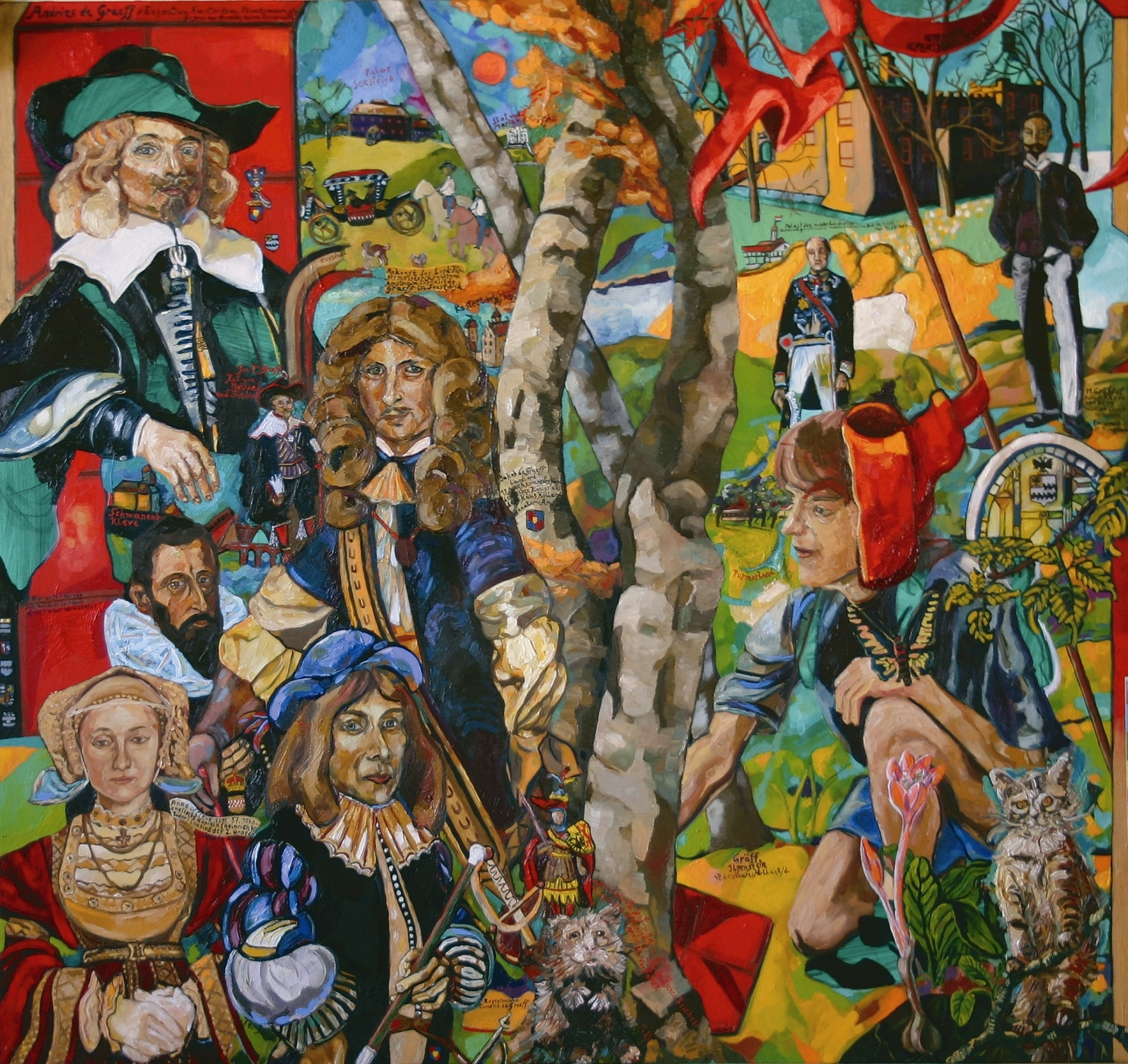
Nel 2007, l'artista austriaco Matthias Laurenz Gräff, un lontano discendente di De Graeff, ha utilizzato il primo ritratto di Andries di Rembrandt (a sinistra) nel suo dipinto "Im herbstlichen Wald" (Nella foresta d'autunno).
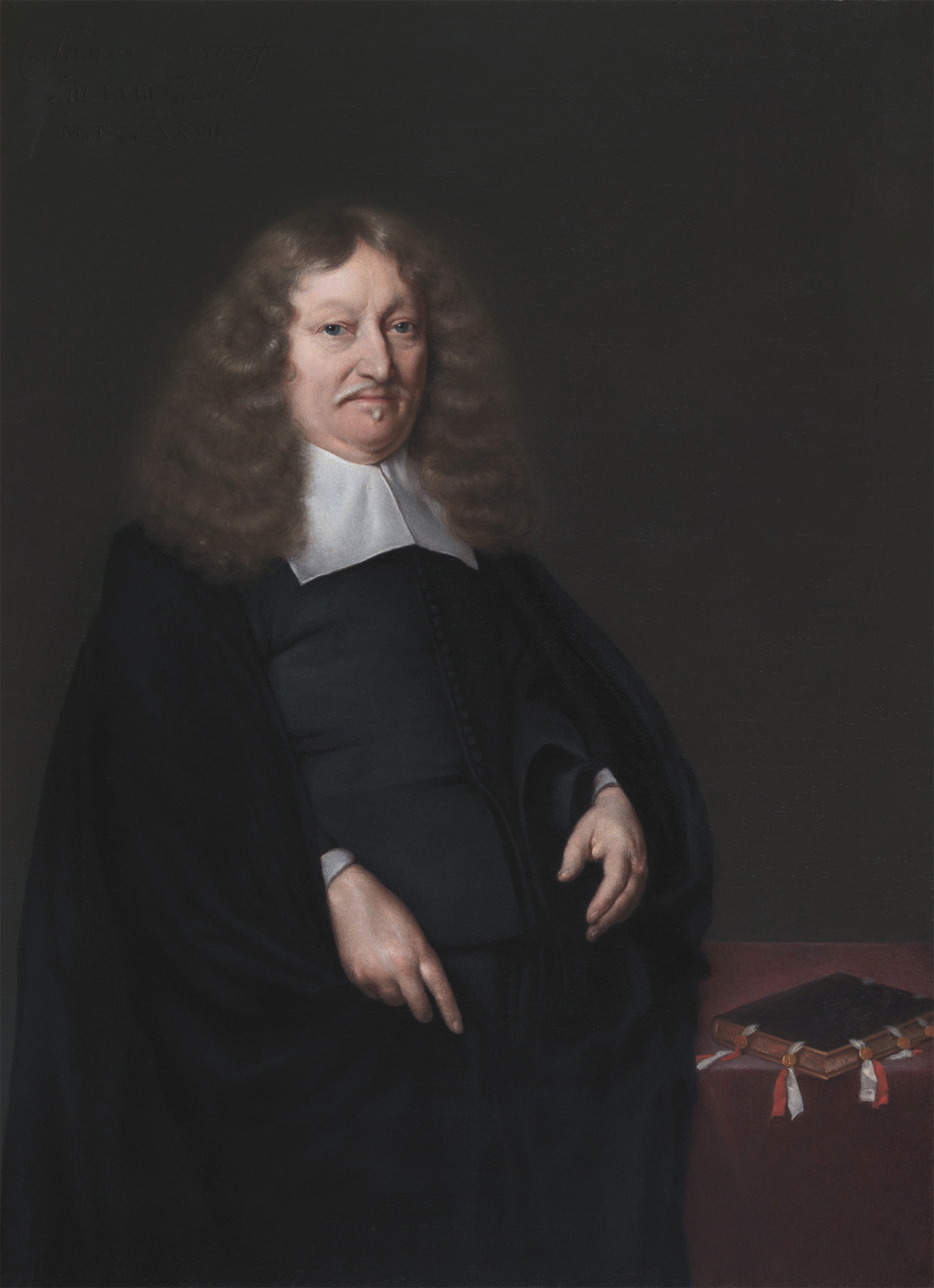
Andries de Graeff (1673/74), dipinto da Gerard ter Borch
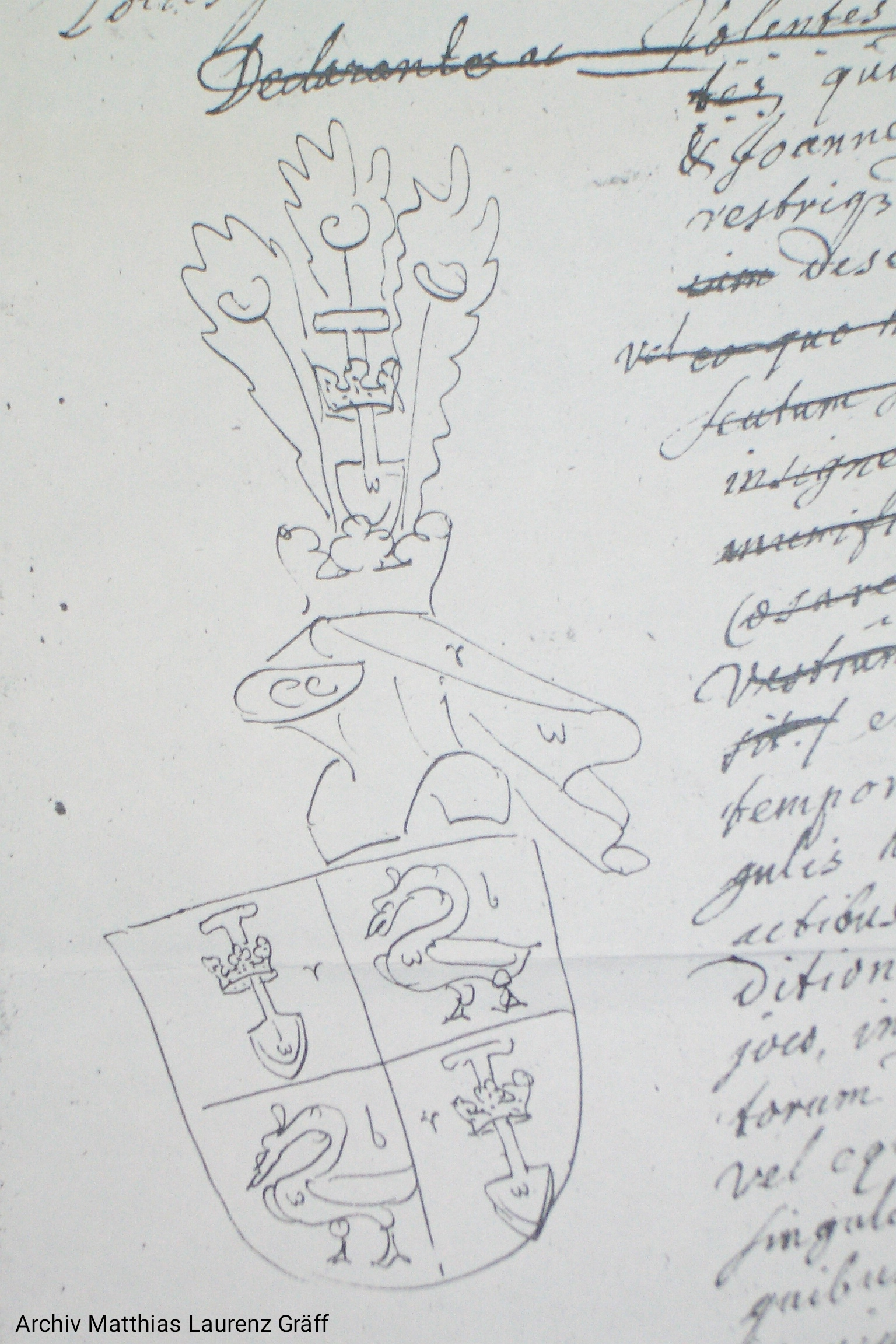
Stemma di Andries de Graeff (Collezione Matthias Laurenz Gräff)
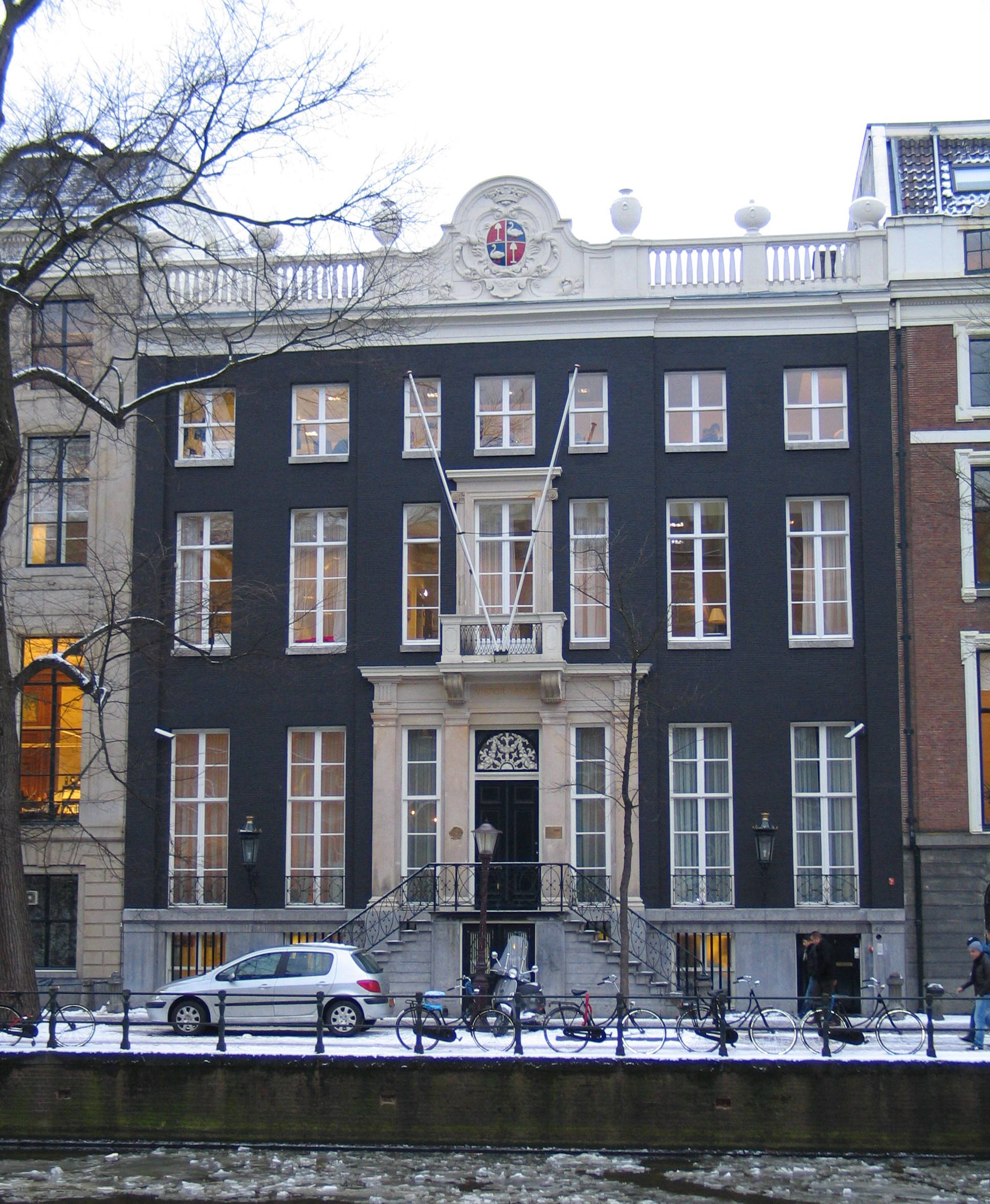
Residenza sull'Herengracht 446, Amsterdam
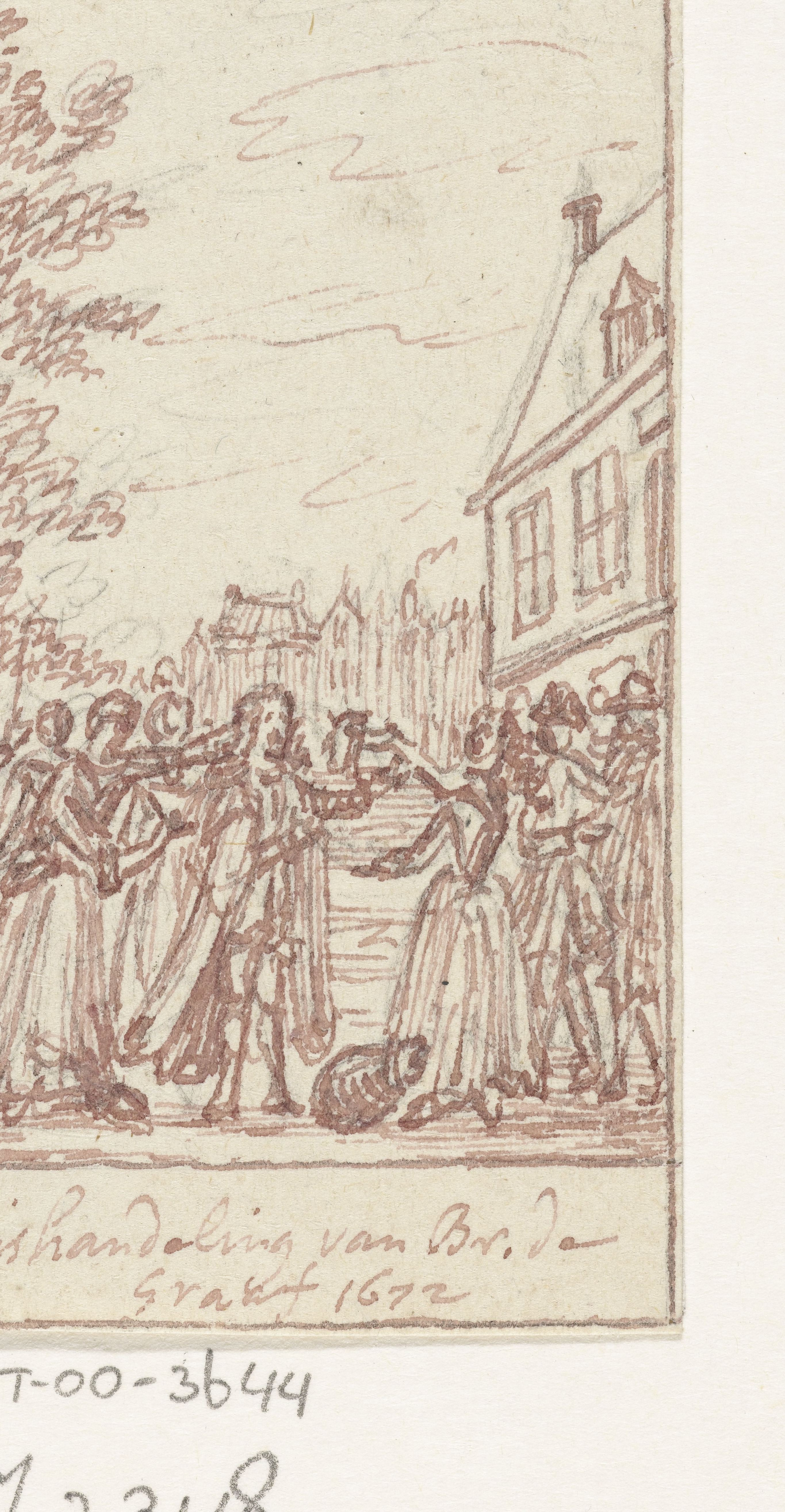
Maltrattamento di Andries de Graeff da parte di una folla incitata nel Rampjaar 1672 (grafica di Simon Fokke)
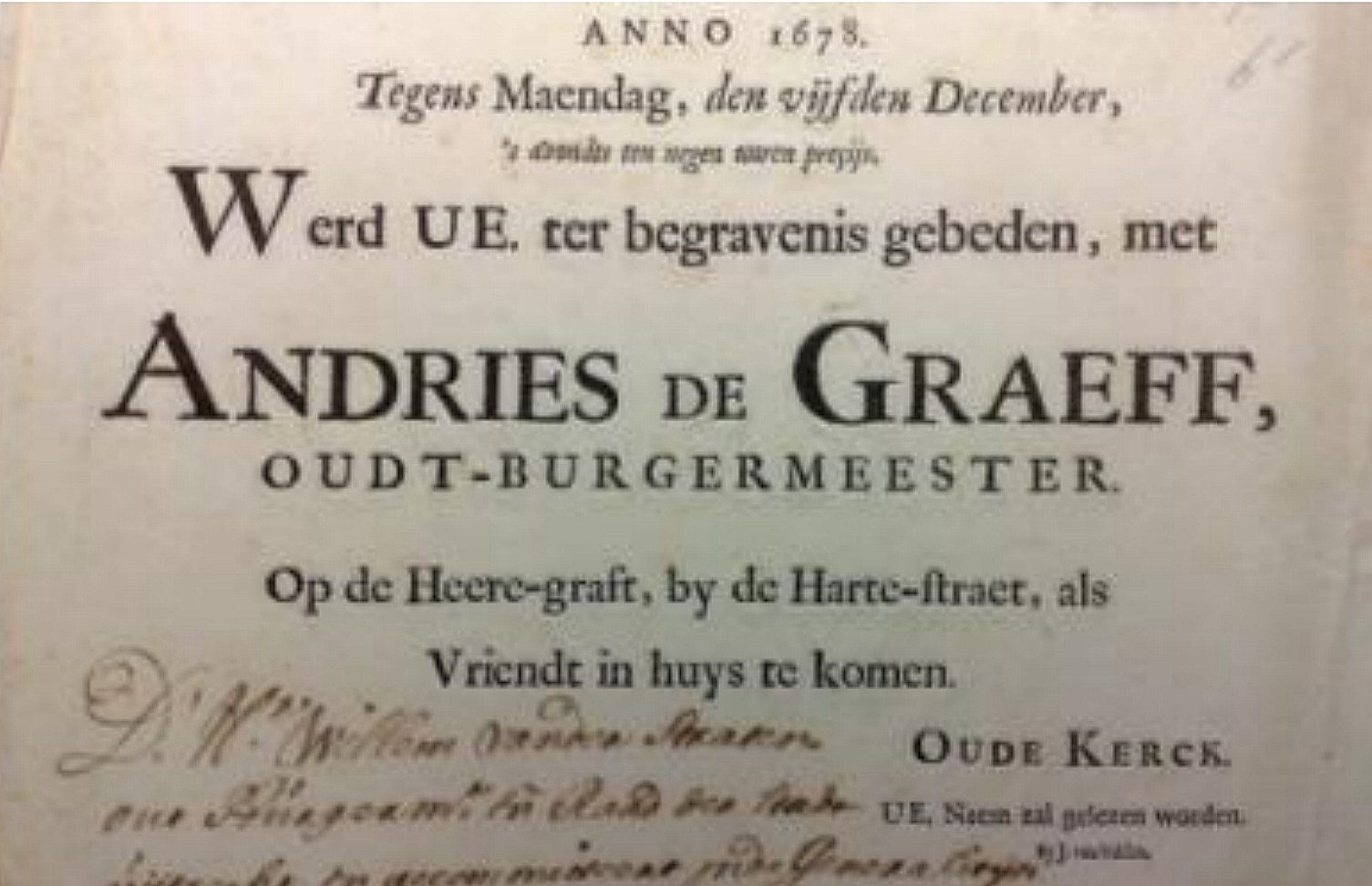
Avviso di morte 1678